# Cinematògraf Robert
El Cinematògraf Robert, conegut popularment com a Cine de Cal Carreter, va ser la primera sala estable de cinema a l'Hospitalet de Llobregat. Es va inaugurar l'any 1907, al Cafè de Cal Carreter del carrer Major, 109, i va continuar funcionant almenys fins al 1914.

## Història
Al padró general de població del 1889, ja consta que Joan Monrós i Ràfuls tenia instal·lat el seu habitatge, i el seu negoci: el Cafè de Cal Carreter, a l'edifici situat al número 109 (avui 63) del carrer Major de l'Hospitalet de Llobregat. Monrós va decidir, l'any 1907, complementar el seu negoci de cafeteria obrint una sala on es projectessin pel·lícules, com ja es feia a Barcelona i altres ciutats catalanes.
La sala de cinema va rebre el nom de Cinematògraf Robert, en honor a Bartomeu Robert, metge i polític català de la Lliga Regionalista. Segons l'informe tècnic municipal de l'any 1912, la sala tenia capacitat per a 150 persones i disposava de sis obertures de sortida. També disposava d'instal·lació d'aigua, dos ventiladors elèctrics, extintors, i una xemeneia de ventilació. A sobre de l'aparell projector hi havia col·locada una regadora per apagar possibles incendis.
Cal Carreter aviat guanya molta popularitat, amb la seva oferta que incloïa passi de pel·lícula, concerts amb pianola, i actuacions en directe de cantants i còmics. El mestre Lladó acompanyava musicalment les projeccions, amb peces de piano adients a la temàtica del film. També s'afegien primitius efectes sonors, trencant vidres per acompanyar escenes de baralles, o sacsejant picarols quan sortien cavalls.
La bona acollida que va tenir entre els hospitalencs, va engrescar l'empresari Lluís Oliveras Norta a construir, l'any 1911, un nou espai que funcionaria exclusivament com a sala de projeccions: el Cine Imperial. Oliveras, poc coneixedor del negoci de l'exhibició cinematogràfica, va decidir arrendar l'Imperial a l'experimentat Joan Monrós, de manera que durant uns anys, el Cinematògraf Robert i el Cinema Imperial anunciaven conjuntament la seva programació, oferint les pel·lícules simultàniament o alternativament al Robert i a l'Imperial, segons el seu èxit. 
No se sap exactament fins a quin any va funcionar el Cinematògraf Robert. Hi ha constància que Joan Monrós va continuar treballant en l'exhibició cinematogràfica fins al 1914, però a partir d'aquest any no consta que el Robert registri cap activitat com a cinema.
Cal Carreter va continuar funcionant com a cafè fins al 1928. Posteriorment, l'edifici tindria altres usos, com ara un magatzem d'articles tèxtils, un taller d'estampació, o un aparcament de vehicles. La façana de l'edifici es va mantenir intacta fins que va ser enderrocat l'agost del 1994.